# Коберський Віталій Мирославович
Віталій Мирославович Коберський (нар. 25 лютого 1946, Хабаровськ, РРФСР) — радянський футболіст, виступав на позиції півзахисника, російський футбольний тренер.

## Кар'єра гравця
Футбольну кар'єру розпочав в ангарському «Старті». У 1964 році перейшов до хабаровського СКА. Наступного сезону знову захищав кольори «Старту». У Вищій лізі грав за мінське «Динамо», після чого перейшов до харківського «Металіста», який на той час виступав у Першій лізі. У 1972 році виступав у семипалатинському «Спартаку». Футбольну кар'єру завершував у хабаровському СКА.

## Кар'єра тренера
Протягом десяти сезонів керував владивостоцьким «Променем». В подальшому був головним тренером в командах Другого дивізіону «Орел», «Металург-Метизник», «Слов'янськ», «Кавказтрансгаз-2005».

## Особисте життя
Син — Денис Коберський, футболіст, відомий за виступами за владивостоцький «Промінь».